# George Copos
Gheorghe (George) Copos (Tășnad, 27 marzo 1953) è un politico e uomo d'affari rumeno.
Copos è proprietario di una catena di pasticcerie, una di negozi di elettronica, una di alberghi ed è il presidente della squadra di calcio del Rapid Bucarest. Membro del Partidul Conservator (Partito Conservatore), l'uomo è stato nominato nel 2004 vice-primo ministro e ministro di stato per gli affari economici del governo di Călin Popescu Tăriceanu.
Coinvolto da uno scandalo di corruzione il 21 gennaio 2006, ha rassegnato le sue dimissioni da tutte le cariche statali, mantenendo però la poltrona di senatore. 